# True color
True color – sposób wyświetlania przestrzeni barw na ekranie wyświetlacza o 24-bitowej głębi kolorów, umożliwiający uzyskanie 224, czyli 16 777 216 kolorów. W tym trybie każdy kolor określany jest przez wartość 3-bajtową.
W trybie true color każdy z kolorów składowych modelu RGB (czerwony, zielony i niebieski) jest kodowany 8-bitowo, czyli dla każdego z nich jest określonych 28, czyli 256 poziomów jasności.
Mimo że w tym trybie do określenia koloru piksela wystarczą 24 bity, to najczęściej każdy kolor jest zapisywany na 32 bitach, czyli 4 bajtach. Te dodatkowe 8 bitów jest albo nieużywane, albo określa poziom przezroczystości piksela, czyli kanał alfa. Format 32-bitowy pojawił się pod koniec lat 90. XX w., gdy karty graficzne miały już wystarczająco dużą pamięć, aby można było go zastosować w celu przyspieszenia operacji graficznych. W 32-bitowych systemach operacyjnych korzystających z 32-bitowych magistral i działających na 32-bitowych procesorach wyrównanie adresu do 32-bitów pozwala znacznie przyspieszyć wykonywanie operacji, w tym operacji graficznych, i ułatwia adresowanie poszczególnych pikseli w pamięci karty graficznej.